# Martese
Martese è una frazione del Comune di Rocca Santa Maria in provincia di Teramo.

## Geografia fisica
Il borgo è sito a quota 997 metri, a soli 1,2 km di distanza stradale dal capoluogo comunale. Si raggiunge percorrendo un breve tratto di strada in discesa, tortuosa ma percorribile in auto, che si distacca dalla strada provinciale 48 di Bosco Martese che da Teramo conduce a Rocca Santa Maria spingendosi fino alla località montana del Ceppo.
Immerso nel cuore dei Monti della Laga, nel territorio del Parco nazionale del Gran Sasso e Monti della Laga, il paese è rivolto verso le due catene montuose del parco medesimo che da qui si colgono con un solo sguardo.
Il paesino è posto su un promontorio che sovrasta l'alta valle del Tordino. Il nucleo abitato è costituito da un gruppo raccolto di case, con la chiesa leggermente distaccata da queste, come è tipico dei borghi di questi luoghi.

## Storia
Martese, già facente parte dell'università di Rocca Santa Maria compresa nello Stato di Bisegno, nel 1813 entrò definitivamente a far parte dell'istituendo Comune di Rocca Santa Maria.

## Società

### Evoluzione demografica
Nel 1804 il borgo era abitato da 62 persone. Nel 1841 gli abitanti erano scesi a 55. Al giorno d'oggi è disabitato.

## Il Progetto "Borghi"
Martese è uno dei tre paesi, insieme a Serra e a Tavolero, inseriti nel progetto "Borghi", promosso dall'amministrazione provinciale di Teramo con l'obiettivo del loro recupero a fini turistici. Nel corso del progetto sono stati vagliati gli aspetti architettonici, ambientali e turistici di oltre cinquanta borghi compresi nell'entroterra della montagna teramana. I tre prescelti sono stati ritenuti i più interessanti e meritevoli di un rapido recupero e di promozione.